# 12128 Palermiti
12128 Palermiti è un asteroide della fascia principale. Scoperto nel 1999, presenta un'orbita caratterizzata da un semiasse maggiore pari a 3,0139699 UA e da un'eccentricità di 0,1034959, inclinata di 10,35555° rispetto all'eclittica.